# Filip II. Španski
Filip II. Španski (*21. maj 1527, Valladolid, † 13. september 1598, San Lorenzo de El Escorial, ), španski vladar (1556-1598), kralj Portugalske (kot Filipe I. od 1580), kralj Neaplja in Sicilije (1554-1598) ter Iure uxoris kralj Anglije in Irske (vladal skupaj z Marijo I. Angleško, 1554-1558). Bil je tudi vojvoda Milana (1540-1598) in Burgundije ter vladar Nizozemske od leta 1556 vse do njegove smrti. Njegovo vladanje je zaznamovalo globalno raziskovanje in širjenje ozemlja čez Atlantski ocean in Pacifik, s čimer je Španska monarhija postala velesila v Evropi. S Filipom II. Španskim je Španski imperij dosegel svoj vrhunec kot prvi svetovni imperij, ki je vključeval ozemlja iz vseh naseljenih celin Zemlje ter je prepoznan kot imperij "kjer sonce nikoli ne zaide".
Filip II. je bil sin Karla V. Habsburškega ter Izabele Portugalske in že od malega je bil pripravljen na opravljanje funkcije kralja. Po odpovedi prestola njegovega očeta leta 1556, je vladal Kastiliji, Aragoniji, Navarri, Nizozemski, Siciliji, Sardiniji, Milanu, Neaplju in Filipinom. K tem ozemljem se je leta 1580 združila še Portugalska. Glavna interna problema vladanja Filipa II. sta bila smrt bodočega dediča imperija, sina Carlosa,  in spletke sekretarja Antonia Pereza, ki je bil obtožen korupcije ter je prispeval k nastanku tako imenovane črne legende proti ugledu Španije.
Filip II. je bil zagovornik protireformacije ter tako ni sprejel nobene druge vere kot katoliške. Versko in politično enotnost je uveljavljal s pregonom in izgonom Judov in Mavrov. Tekom njegovega vladanja je bilo uveljavljeno strogo upravljanje in nadzorovanje gospodarstva in trgovine dednih dežel in kolonij. Značilne so bile gospodarske težave, saj so vojne in njegov način osvajanja kolonij izčrpale španska sredstva.

## Monarhija Filipa II. Španskega

### Milanski vojvoda
Po smrti Frančiška II., zadnjega Sforze 1. novembra 1535, je Milanska vojvodina ostala brez vladarja. Francoski kralji, ki so bili v sorodu z družino Visconti, so zahtevali vladarski stolček. To je bil eden od vzrokov za zaporedne italijanske vojne. Frančišek I. je v smrti milanskega vojvode videl novo priložnost za zavzetje ozemlja, kar je privedlo do tretje vojne proti Karlu I. Španskemu, ki se je končala s premirjem v Nici leta 1538. 
Leta 1540 je bila vojvodina še brez vojvode, zanjo je bil zadolžen guverner. Sprva je sam Karel I. razmišljal, da bi se imenoval za vojvodo, saj je bil Milano država Svetega rimskega cesarstva in je imel cesar moč podeliti naziv. Toda to bi lahko veljalo za casus belli v Franciji, poleg tega pa bi škodilo njegovi podobi osvoboditelja in ne osvajalca. Zato se je odločil, da naslov podeli princu Filipu. 11. oktobra 1540 je bil Filip imenovan za milanskega vojvodo. Slovesnost je bila tajna. Niso se niti posvetovali z volilnimi knezi, da bi se izognili mednarodnim težavam. 
Leta 1542 je izbruhnila nova vojna med Francijo in Španijo. Eden od mirovnih pogojev, podpisanih v Crépyju, leta 1544, je bila tudi poroka sina Frančiška I., Karla (orleanskega vojvode) s hčerko Karla I., Marijo Habsburško (ozemlji Nizozemske in Franche-Comté pa sta predstavljali doto), ali pa s hčerko rimskega kralja Ferdinanda, Ano Habsburško (in z Milanom kot doto). Izbran je bil Milano, vendar je leta 1545 zaradi smrti orleanskega vojvode dogovor propadel. Princ Filip je bil 5. julija 1546 na skrivaj ponovno imenovan za vojvodo. Leta 1550 je bilo Filipovo mesto vojvode končno objavljeno, 10. februarja istega leta pa je milanski guverner Ferrante Gonzaga prisegel zvestobo v svojem imenu in v imenu mesta. 

### Neapeljski kralj
Konec leta 1553 so naznanili, da se bo Filip poročil s svojo drugo teto, angleško kraljico Marijo I. Vendar se je izkazalo, da je bil Filip po nazivu le princ in vojvoda. Poroka med kraljico in osebo nižjega ranga pa ni bila mogoča. Karel I. je težavo rešil tako, da se je odpovedal Neapeljskemu kraljestvu v korist svojega sina, da bi on lahko postal kralj. Juan de Figueroa, posebni odposlanec Karla I. in neapeljski regent, je 24. julija 1554 prispel v Anglijo z uradno investituro Filipa kot neapeljskega kralja in milanskega vojvode. Zaroka je bila sklenjena naslednji dan.

### Kralj Anglije in Irske
25. julija 1554 se je Filip poročil z angleško kraljico Marijo I. Ob koncu obreda je bilo razglašeno:
Filip in Marija sta po božji milosti kralj in kraljica Anglije, Francije, Neaplja, Jeruzalema, Irske, branilca vere, kneza Španije in Sicilije, nadvojvoda Avstrije, vojvoda Milana, Burgundije in Brabanta, Habsburška grofa ter grofa Flandrije in Tirolske v prvem in drugem letu vladanja.
Poročne klavzule so bile zelo stroge (primerljive s klavzulami katoliških monarhov), da bi zagotovile popolno neodvisnost Angleškega kraljestva. Filip je moral spoštovati zakone, pravice in privilegije Angležev. Španija ni smela zaprositi Anglije za vojno ali gospodarsko pomoč. Poleg tega je bilo izrecno zahtevano, da poskuša ohraniti mir s Francijo. Če bi se jima rodil sin, bi postal dedič Anglije, Nizozemske in Burgundije. Če bi Marija umrla, ko bi bil dedič še mladoleten, bi bili Angleži odgovorni za njegovo izobraževanje. Če bi Filip umrl, bi Marija prejemala pokojnino v višini 60 000 funtov na leto, če pa bi Marija umrla prva, bi moral Filip zapustiti Anglijo in se odpovedati vsem pravicam do prestola (kar se je zgodilo leta 1558).
Filip je ravnal v skladu s pogoji poročne pogodbe, vendar je naletel na močan odpor angleških dvorjanov in parlamentarcev, ki se je marca 1555 pokazal v neuspelem poskusu atentata v Westminstru. Kljub temu je imel precejšen vpliv na vladanje v kraljestvu, med drugim je odredil izpustitev plemičev in vitezov, zaprtih v londonskem Towerju zaradi prejšnjih uporov proti kraljici Mariji, ter imel pomembno vlogo pri ponovni vključitvi Anglije v Katoliško cerkev. Angleški izbrani svet mu je po njegovem odhodu na Nizozemsko pošiljal pisma, v katerih so ga prosili za mnenje in priporočila o različnih vladnih zadevah ter celo zvesto sledili navodilom, ki jim jih je dal. Večji del svoje vladavine je bil odsoten, zlasti od leta 1556, ko se je njegov oče v njegovo korist odpovedal kronam Španije, Sicilije in Sardinije.
Kraljica Marija I. Tudor je 17. novembra 1558 na Nizozemskem umrla brez potomcev. Njena sestra je na prestol stopila kot Elizabeta I. Angleška, katero je kot kraljico priznal tudi takrat nekdanji kralj Filip.

### Nizozemski vladar in burgundski vojvoda
Leta 1555 se je stari in utrujeni Karel I. odločil, da se odpove nadaljnjim ozemljem v korist svojega sina Filipa. Karel je 22. oktobra istega leta v Bruslju odstopil z mesta suverenega velikega mojstra redu zlatega runa. Tri dni pozneje se je na veličastni slovesnosti pred več deset gosti odpovedal tudi položaju vladarja habsburške Nizozemske. 10. junija 1556 se je odpovedal še burgundski grofiji. Za razliko od Kastilije, Aragonije, Neaplja in Sicilije, Nizozemska ni bila del dediščine katoliških kraljev in je na monarha gledala kot na tujega in oddaljenega kralja. Severne države so kmalu postale veliko bojišče, s pomočjo Francije in Anglije, ki sta izkoristili razmere nenehnega upora v Flandriji za oslabitev španske krone.

### Kralj Španije, Sicilije in odkrite Amerike
Karel I. je 16. januarja 1556 v svojih zasebnih sobanah in brez slovesnosti Filipu prepustil krono Sardinije, Sicilije, Indije in španskih kraljestev. Filip je opravljal vladne funkcije že od leta 1544, potem ko je Karel I. leta 1543, ko se je vrnil v Španijo, napisal Instrucciones de Palamós, ki so Filipa pripravila na regentstvo otoških kraljestev do leta 1550 (ko je bil star še šestnajst let). Čeprav je v mladosti dvanajst let živel zunaj Španije v Švici, Angliji, Flandriji, na Portugalskem itd. se je, ko je postal španski kralj, nastanil v Madridu in okrepil vlogo tega mesta kot prestolnice vseh svojih kraljestev.

### Portugalski kralj
Po smrti portugalskega kralja Sebastiana I. v bitki pri Alcazarquivirju v Maroku je 4. avgusta 1578 brez potomcev prestol podedoval njegov prastric, portugalski kardinal Henrik I. V času njegovega vladanja je Filip II. kot sin Izabele Portugalske postal kandidat za portugalski prestol poleg Antonia (el Prior de Crato) in vnuka portugalskega kralja Manuela I., Katarine Portugalske ter vojvod Savojske in Parme. Filip je dobil podporo plemstva in visoke duhovščine, Antonia pa je podpirala velika večina ljudstva.
Po smrti Henrika I. se je 24. julija 1580 Antonio razglasil za portugalskega kralja. Filip II. se je odzval tako, da je poslal vojsko pod poveljstvom Fernanda Álvareza de Toledo y Pimentel, velikega vojvode Albe, da bi se borila proti Antoniu in zahtevala Filipove pravice do prestola. Bitka pri Alkantari je bila vrhunec hitre in uspešne vojaške kampanje, zaradi katere je moral Antonio pobegniti in se zateči na Azore. Z otokov je bil izseljen po bitki na otoku Terceira leta 1583.
Po zavzetju Lizbone je bil Filip II. 12. septembra 1580 razglašen za portugalskega kralja pod imenom Filip I. Portugalski, pod tem imenom pa je prisegel tudi pred dvorom v Tomarju 15. aprila 1581. Portugalski je vladal iz Madrida, Fernanda Álvareza iz Toleda pa je imenoval za stražnika in kraljevega namestnika Portugalske, kar sta bila najvišja položaja v tej državi po samem monarhu. Filip II. je dosegel dolgo pričakovano združitev Iberskega polotoka pod enotnim španskim kraljem.

## Kultura in umetnost
Vladavina Filipa II. je sovpadala z renesanso, čeprav ideološke spremembe niso bile tako ekstremne kot v drugih državah: ni prišlo do nenadnega preloma s srednjeveško tradicijo, prav tako tudi verska literatura ni izginila. V času renesanse so se v Španiji pojavili asketski in mistični avtorji.
Religiozno literaturo so vodili pisatelji, kot so santa Teresa de Jesús, san Juan de la Cruz, fray Luis de Granada, fray Luis de Molina, san Juan de Ávila y fray Juan de los Ángeles. Miguel de Cervantes je začel pisati svoja prva dela. Lirska poezija tega obdobja se deli na dve šoli: la Salmantina (Fray Luis de León) in la Sevillana (Fernando de Herrera). Vrhunec epske poezije je dosegel Alonso de Ercilla, ki je Filipu II. posvetil delo La Araucana. Na gledališkem področju je ustvarjal Lope de Rueda, eden prvih španskih poklicnih igralcev, ki je veljal za predhodnika gledališča Lopa de Vege. Še pomembnejšo vlogo pa je dobil v času vladavine Filipa III., prav tako kot Miguel de Cervantes.
Med najbolj znanimi slikarji so bili El Greco, Tizian, Antonio Moro in Brueghel starejši. Dvorni slikar Filipa II. je bil Alonso Sánchez Coello. To je bil čas razcveta španskih arhitektov, med katerimi so bili Juan de Herrera, Juanelo Turriano, Francisco de Mora in Juan Bautista de Toledo, kar je povzročilo nastanek novega sloga, za katerega je značilna prevlada konstruktivnih elementov, odsotnost okrasja, ravne linije in kubični volumni. Ta slog je bil pozneje poimenovan hererijanski slog. Ti slavni arhitekti so gradili verske in posvetne stavbe (samostan El Escorial ali katedrala v Valladolidu), civilne ali upravne stavbe (Casa de la Panadería v Madridu ali Casa de la Moneda v Segoviji) ter vojaške stavbe (citadela v Pamploni).
Najznamenitejša skladatelja sakralne glasbe v času vladavine Filipa II. sta bila Tomás Luis de Victoria in Francisco Guerrero. Leta 1576 je izšla tudi ena od los zadnjih knjig o vihueli: El Parnaso, avtorja  Estebana Daza. Alonso Lobo je ob smrti Filipa II. napisal svoje znano delo Versa est in luctum.
To obdobje, v katerem so se izkazali pisatelji in dramatiki velikega formata, ki so se pravkar rodili pod vladavino Filipa III, je znano kot zlata doba ali razcvet španske kulture.

## Znanost in tehnologija
"Preudarni kralj" je podpiral številne znanstvene projekte, vendar se je bolj osredotočil na matematične, geografske, kozmografske in pomorske teme. Leta 1552 je ustanovil katedro za kozmografijo v Casa de Contratación v Sevilli, kjer je bila razložena knjiga Pedra de Medine. Leta 1581 je sklical prvo sodobno razpravo o pomorski gradnji in inženirstvu z Diegom Floresom de Valdésom, Cristóbalom de Barrosom, Pedrom Sarmiento de Gamboa in Juanom Martínezom de Recalde, ki so si izmenjali mnenja z odbori v Santanderju in Sevilli, da bi določili razporeditev, razmerja, mere in moč novih kraljevih galeon. Filip je spodbujal celo gradnjo več prototipov parnikov, ki jih je pred njim pripravil Jerónimo de Ayanz y Beaumont.
Leta 1583 je ustanovil prvo Akademijo za matematiko in tehnično risanje v Evropi in ji namenil stavbo poleg kraljeve palače, v samostanu Santa Catalina de Sena. Za direktorja akademije je imenoval arhitekta Juana de Herrero; za vodenje pa je najel prestižnega portugalskega kozmografa Juana Bautisto Labaño. Humanist Pedro Ambrosio de Ondériz je bil zadolžen za prevajanje znanstvenih besedil iz latinščine v španščino. Kasneje sta bila profesorja na Akademiji Juan Arias de Loyola in Milančan Giuliano Ferrofino. Španski kralj je ustanovil tudi kabinet alkimije ter ustanovil in obdaril knjižnico samostana El Escorial, katere vodstvo je zaupal humanistu Benitu Ariasu Montanu. Knjige je uredil po jezikih in 74 predmetih, od katerih jih je bilo 21 znanstvenih. Pompeo Leoni je na izrecno zahtevo kralja iz Milana prinesel inženirske kodekse Leonarda da Vincija, in sicer veliko prej, preden je bila priznana znanstvena vrednost slavnega slikarja. V Salamanki je bila leta 1562 ustanovljena katedra za matematiko, na kateri je bil razložen kopernikanski sistem, za poučevanje pa je bil zadolžen Andrés García de Céspedes. Njegov kraljevi kozmograf Rodrigo Zamorano je napisal delo Cronología y Repertorio de la razón de los tiempos med leti 1585 in 1594, prevedel prvih šest Evklidovih knjig leta 1576 ter leta 1579 pripravil Carta de marear in nato še Compendio de la arte de navegar (Zbirko o umetnosti plovbe). Monarh je naročil pionirski topografski opis Španije in geodetski zemljevid, ki ga je izdelal mojster kartograf Pedro Esquivel. Spodbujal in financiral je geografska dela Abrahama Ortelija ter naročil Ambrosiu de Moralesu, naj raziskuje cerkvene arhive, botaniku Franciscu Hernándezu pa, naj preuči mehiško živalstvo in rastlinstvo.
Med njegovo vladavino je bila leta 1578 na univerzi v Salamanki ustanovljena "koledarska komisija", ki je leta 1580 naredila gregorijanski koledar, ki so mu bile najprej dodane kraljevine in je danes koledar, po katerem se uradno ravnajo vse države in mednarodne organizacije.
Z vidika etnografije in naravoslovja v tem obdobju velja omeniti monumentalno delo Joséja de Acoste (1540-1600) Historia natural y moral de las Indias (1589), ki obravnava kozmografska, biološka, botanična, geografska, verska, politična in zgodovinska vprašanja.
V tem času sta bili predmet preučevanja tudi kirurgija in urologija, na primer delo Francisca Díaza de Alcalája o ledvičnih boleznih, ki je bilo eno od pionirskih del na tem področju in zato velja za očeta univerzalne urologije. 
V času Filipa II. so se izvajale številne dejavnosti za analizo voda v cesarstvu, protomediki, kot je bil Miguel Martínez de Leiva, pa so izvajali študije in kompendije o kugi in njenih zdravilih.

## Notranja politika
Med vladanjem se je soočal s številnimi notranjimi težavami, med drugim s sinom Carlosom, tajnikom Antoniom Pérezom in vojno v Alpujarrasu. Prav tako je zatrl protestantska središča v Španiji, ki so se nahajala predvsem v Valladolidu in Sevilli.

### Princ Karel (1545 do 1568) in problem dinastije)
Princ Karl se je rodil leta 1545 kot sin Filipove prve žene Marije Portugalske, s katero se je poročil dve leti prej. Marija Portugalska je umrla pri porodu. Za Karla je bilo značilno duševno neravnovesje, zelo verjetno genetskega izvora, saj je imel štiri prababice (namesto naravnih osmih) in šest praprababic (namesto šestnajstih), bil je šibek in bolehern. Izobraževal se je na univerzi Alcalá skupaj s kraljevim polbratom Don Juanom Avstrijskim. Z malo prikrivanja je zarotniško sodeloval s flamskimi uporniki proti svojemu očetu. Po presenetljivih škandalih, kot je bil poskus, da bi javno zabodel vojvodo Albe, ga je lastni oče aretiral, mu sodil in ga zaprl v svojih sobanah. Nato so ga premestili v grad Arévalo, kjer je zaradi oslabelosti (ni hotel jesti) in v popolni blodnji leta 1568 umrl. Ta strašni dogodek je globoko zaznamoval monarhovo osebnost za vse življenje.
Iz drugega zakona z Marijo I. Angleško ni imel otrok, iz tretjega zakona z Izabelo iz Valoisa pa je imel dve hčerki, tako da je bil Filip II. po smrti Izabele iz Valoisa leta 1568 star enainštirideset let, ovdovel in brez moških potomcev. To je bilo eno najhujših let za Filipa II., saj so se pojavili številni problemia: osebni tragediji so se pridružili upori na Nizozemskem in v Alpujarri, nezadržno napredovanje protestantske in kalvinistične herezije v Franciji in Srednji Evropi, barbarsko piratstvo in ponovna osmanska grožnja po neuspelem obleganju Malte in smrti Sulejmana Veličastnega.
Leta 1570 se je Filip II. četrtič poročil z Ano Avstrijsko, hčerko svojega bratranca cesarja Maksimilijana II., s katero je imel štiri otroke, od katerih je le eden, Filip (14. april 1578-31. marec 1621), bodoči Filip III., odrasel. Ana Avstrijska je umrla leta 1580, ko je bil problem potomstva dokončno rešen. Filip II. se ni ponovno poročil.

### Upor v Alpujarrasu (1568 do 1571)
Leta 1567 je Pedro de Deza, predsednik kraljeve pisarne v Granadi, po ukazu Filipa II. razglasil odlok Pragmático. Ta odlok je omejil verske, jezikovne in kulturne svoboščine mavrskega prebivalstva. To je sprožilo mavrski upor v Alpujarrasu, ki ga je vojaško zatrl Juan de Austria.

### Kriza v Aragoniji (1590-1591) in Antonio Pérez
Antonio Pérez iz Aragonije je bil kraljevi tajnik do leta 1579. Aretiran je bil zaradi umora Juana de Escobeda, zaupnika don Juana Avstrijskega, in zlorabe kraljevega zaupanja z zaroto proti kralju. Odnosi med Aragonijo in kastiljsko krono so se od leta 1588 nekoliko poslabšali zaradi tožbe tujega namestnika in težav v strateški grofiji Ribagorza. Ko je Antonio Pérez pobegnil v Zaragozo in se zatekel v zaščito aragonskih fuerosov, je Filip II. poskušal soditi Antoniu Pérezu prek inkvizicijskega sodišča, da bi se izognil aragonskemu pravosodju (aragonski pravosodni župan je bil teoretično neodvisen od kraljeve oblasti). To je sprožilo upor v Zaragozi, ki ga je Filip II. zatrl s silo, obglavil Juana de Lanuza y Urrea ter odpravil aragonske fuerose in privilegije, da bi ga lahko usmrtil.

### Upravne reforme
Kraljev oče Karel I. je vladal kot cesar, zato sta bili Španija in predvsem Kastilija vir vojaških in gospodarskih sredstev za oddaljene vojne strateške narave, ki jih je bilo na lokalni ravni težko upravičiti, saj so bile odgovor na njegove osebne ambicije (in še bolj na ambicije avstrijske hiše) in so zaradi tehnoloških inovacij v vojskovanju postale zelo drage. Vse se je vzdrževalo s kastiljskimi sredstvi in ameriškim bogastvom, ki je prišlo iz Amerike neposredno k nizozemskim, nemškim in genovskim bankirjem, brez, da bi šlo skozi Španijo.
Filip II. je bil tako kot njegov predhodnik avtoritaren kralj, ki je nadaljeval z institucijami, podedovanimi od Karla I. Imel je enako strukturo svojega cesarstva ter avtonomijo njegovih sestavnih delov, vendar je vladal kot nacionalni kralj. Španija, zlasti Kastilija, je bila središče cesarstva z upravo v Madridu. Filip II. je redko obiskoval svoja ozemlja zunaj polotoka in jih upravljal prek uradnikov in namestnikov, morda zato, ker se je bal, da bi naredil napako svojega očeta Karla I., ki ga v letih komunističnih uporov ni bilo v Španiji. Ali pa morda, ker se je Filip II. za razliko od svojega očeta (ki se je španščine naučil šele v visoki starosti), globoko počutil Španca in je od majhnega govoril špansko. 
Španijo je spremenil v prvo moderno kraljestvo, izvedel je hidravlične reforme (jez Monnegre) in reformo cestnega omrežja z gostilnami, s prej neznano upravo (in birokracijo). Upravno osebje Filipa II. je imelo praviloma univerzitetno izobrazbo, večinoma z univerz v Alkali in Salamanki; tudi plemstvo je zasedalo upravne položaje, čeprav v manjšem številu. Pomembni primeri njegove skrbne administracije so:
- Leta 1559 se je Filip II. odločil preseliti sedež dvora in Madrid je postal prva stalna prestolnica španske monarhije. Pred tem, verjetno že od njegovega rojstva v Valladolidu leta 1527, v času vladavine njegovega očeta Karla I., je bil sedež dvora v Valladolidu in tako je ostalo do leta 1559. Od takrat naprej je bil Madrid, z izjemo kratkega obdobja med letoma 1601 in 1606 pod vladavino Filipa III, ko se je prestolnica začasno vrnila v Valladolid, glavno mesto Španije in sedež nacionalne vlade.
- Velika in najbolj srečna armada, napačno imenovana "Nepremagljiva armada", za katero je bilo znano celo ime najmanjšega kabinskega dečka, medtem ko Angleži niso poznali niti imen vseh ladij, ki so sodelovale.
- Terciosi so bili najboljše vojaške enote svojega časa. Ustanovil jih je Filipov oče, španski kralj Karel I., in so bile odločilne za Filipa II. pri zmagah proti Francozom, Angležem in Nizozemcem v času njegove vladavine. Bili so strokovnjaki za taktike, kot je npr. obleganje (v Antwerpnu med letoma 1584 in 1585).
- Poleg najboljših vojakov je imel tudi najboljše generale svojega časa, tako na kopnem kot na morju. Med njimi so bili Fernando Álvarez de Toledo y Pimentel III. vojvoda Albe de Tormes, Alejandro Farnesio, vojvoda parmski, Álvaro de Bazán in Juan de Austria.
- Vojaške inovacije v vseh pomenih besede. Pojavili so se lokostrelci in mušketirji, ki so se bojevali skupaj s pikadisti in konjeniki. Na voljo je bilo tudi topništvo: od bronastih ali litoželeznih topov, pol topov, culebrinov do falconetov. Na taktičnem področju je bila še posebej pomembna uporaba nočnih napadov presenečenja (Encamisada). Če je šlo za obleganje, so Terciosi izkopali pot, da bi obkolili trg ter približali topove in mine obzidju. Ena od eskadrilj (vojaška enota) je bila v rezervi, da bi odbila morebitne poskuse obleganih v protinapad.
- Na morju je izstopala množična uporaba galeon, saj so bile zaradi svoje velikosti, jader ter možnosti prevoza oborožitve in vojakov idealne za dolga čezoceanska potovanja, s čimer je bila združena prevozna zmogljivost tovornih ladij z ognjeno močjo, ki so jo zahtevale nove tehnike vojne na morju, kar je omogočilo uporabo močno oboroženih transportnih ladij.
- Karel I. je 27. februarja 1537 ustanovil špansko pomorsko pehoto, ki je postala najstarejša na svetu, saj je stare čete Neapeljskega morja trajno dodelil eskadriljam galej v Sredozemlju. Vendar je bil Filip II. tisti, ki je ustvaril sedanji koncept desantnih sil, ki se je ohranil še danes.
- Porabil je veliko denarja, da je ustvaril najboljšo vohunsko mrežo tistega časa. Znana je uporaba nevidnega črnila in mikroskopskega pisanja v kraljevskih tajnih službah. Bernardino de Mendoza je bil vojaški častnik, veleposlanik in vodja tajnih služb v različnih regijah španskega cesarstva pod Filipom II., prav tako pa je bil v tem času nameščen kot španski veleposlanik v Parizu. Eno najpomembnejših dejanj, ki ga pripisujejo predniku današnjih tajnih služb, je bil atentat na Viljema Oranskega, ki ga je izvedel Balthasar Gérard.
- Vzpostavitev španske ceste, kopenske poti za prevoz denarja in vojakov iz španskih posesti v Italiji na špansko Nizozemsko.
- Trgovina z Indijo je bila strogo nadzorovana. Po zakonu so je Indija (pod špansko oblastjo) lahko trgovala le z enim pristaniščem v Španiji (najprej s Sevillo, nato s Cadizom). Angleži, Nizozemci in Francozi so skušali ta monopol odpraviti, vendar je trajalo več kot dve stoletji. Zaradi monopola je Španija postala najbogatejša država v Evropi. S tem bogastvom je plačala vojne proti protestantom v srednji in severni Evropi. V 16. stoletju je povzročilo tudi ogromno inflacijo, ki je praktično uničila špansko gospodarstvo.
- Filip II. je skoraj vsak dan komuniciral s svojimi veleposlaniki, namestniki in uradniki po vsem cesarstvu prek sistema poslancev, ki so do katerega koli dela polotoka potrebovali manj kot tri dni, do Nizozemske pa približno osem dni.
- Leta 1566 je izvedel denarno reformo, da bi povečal vrednost zlatega escuda, v obtok pa so bile dane različne vrste bogatega velona.
- Leta 1567 je Filip II. naročil Jerónimu Zuriti y Castru, naj zbere državne dokumente Aragonije in Italije ter jih skupaj s kastiljskimi zbere v gradu Simancas in tako je ustvaril enega največjih nacionalnih arhivov svojega časa.

Vlada prek svetov, ki jo je uvedel njegov oče, je ostala temelj njegovega načina vodenja države. Najpomembnejši med njimi je bil državni svet, ki mu je predsedoval kralj. Kralj je s svojimi sveti komuniciral predvsem prek dokumenta, ki je vseboval mnenje sveta o zadevi, ki jo je zahteval kralj. Obstajalo je tudi šest regionalnih svetov: kastiljski, aragonski, portugalski, indijski, italijanski in nizozemski, ki so opravljali zakonodajno, sodno in izvršilno funkcijo.
Filip II. se je rad zanašal tudi na mnenje izbrane skupine svetovalcev, ki so jo sestavljali Katalonec Luis de Requesens, kastiljski veliki vojvoda Albe, Bask Juan de Idiáquez, burgundski kardinal Antonio Perrenot de Granvela ter Portugalca Ruy Gómez de Silva in Cristóbal de Moura, ki so bili razporejeni po različnih uradih ali pa so bili člani državnega sveta. Filip II. in njegov tajnik sta bila neposredno odgovorna za najpomembnejše zadeve, medtem ko je druga skupina tajnikov skrbela za vsakodnevne zadeve. V času Filipa II. je položaj kraljevega tajnika dosegel velik pomen, njegovi tajniki pa so bili Gonzalo Pérez, njegov sin Antonio Pérez, kardinal Granvela in Mateo Vázquez de Leca. Leta 1586 je ustanovil organ Junta Grande, ki so jo sestavljali uradniki, nadzorovali pa so jo tajniki. Od nje so bili odvisni še odbori milice, prebivalstva, sodišč, državne blagajne in predsednikov.

## Finance
Med njegovo vladavino je kraljeva zakladnica trikrat bankrotirala (1557, 1575 in 1596), čeprav je šlo v resnici za prekinitve plačil, ki so bile tehnično zelo dobro izpeljane v skladu s sodobno ekonomijo, vendar so bile v tistem času popolnoma neznane.
Filip II. je po očetu podedoval dolg v višini približno dvajset milijonov dukatov, svojemu nasledniku pa je zapustil petkrat večji dolg. Leta 1557, kmalu po prihodu kralja na oblast, je morala krona ustaviti plačila svojih dolgov in razglasiti prvi stečaj. Toda prihodki krone so se kmalu po prihodu Filipa II. na oblast podvojili in do konca njegovega vladanja so bili štirikrat večji kot na začetku vladanja, saj se je davčna obremenitev Kastilije povečala za štirikrat, bogastvo iz Amerike pa je doseglo zgodovinske vrednosti. Tako kot pri njegovem predhodniku je bogastvo cesarstva počivalo predvsem v Kastiliji in je bilo odvisno od predplačil nizozemskih in genovskih bankirjev z visokimi obrestmi. Po drugi strani pa so bili pomembni tudi prihodki iz Amerike, ki so vsako leto predstavljali 10-20 % kronskega bogastva. Največja porabnika prihodkov sta bili težave na Nizozemskem in politika v Sredozemlju, ki sta skupaj stali približno šest milijonov dukatov na leto.
Finančno stanje je bilo v celoti odvisno od kastiljskega gospodarskega položaja. Nizozemska je bila glavni prejemnik kastiljske volne, zaradi zdaj že odprtega konflikta na Nizozemskem pa je bila pot volne prekinjena, kar je leta 1575 povzročilo recesijo kastiljskega gospodarstva. Zato je bila istega leta z razglasitvijo drugega stečaja drugič prekinjena plačila. Leta 1577 je bil dosežen dogovor z genovskimi bankirji, da bodo še naprej nakazovali denar kroni, vendar po zelo visoki ceni za Kastilijo, kar je še poslabšalo njeno recesijo. To je znano kot "splošna sanacija" iz leta 1577, ki je obsegala dolgoročno konsolidacijo dolga, ki bi lahko trajala do sedemdeset ali osemdeset let. Juros (obveznice) so bile tako dane upnikom kot zaveza krone, da bo vrnila denar s 7-odstotno obrestno mero. Ta denar naj bi bil poplačan ob ponovni vzpostavitvi likvidnosti in z jamstvom ameriških kovin. Hkrati se je Filip med letoma 1576 in 1588 poslužil finančnega posredništva Simona Ruiza, ki je z menicami omogočal plačila, izterjave in posojila.
Pred Filipom II. so že obstajali različni davki; v tem času so se v državi pojavljale naslednje dajatve: kraljevi davek, carinski davek, križarski davek, cerkveni davek, subvencija, davek na najemnine in zemljišča, ter tercias reales (prihodki, ki jih je Cerkev dodelila kastiljski kroni), davek na vojaške odrede. Poleg tega, da je Filip II. v času svoje vladavine povečal te davke, je uvedel še druge, med drugim excusado leta 1567 – davke na župnije. Filipu II. je uspelo od Cerkve pobrati do 20 % premoženja krone, kar je povzročilo kritike nekaterih cerkvenih vernikov.
Leta 1590 je dvor odobril milijone, ki so naslednjih šestih letih znašali osem milijonov dukatov na leto in so jih porabili za gradnjo nove mornarice in krvavo vojaško politiko. To je dokončno uničilo kastiljska mesta in končalo že tako šibke poskuse industrializacije, ki so ostali. Leta 1597 je prišlo do nove prekinitve plačil, ko je bil razglašen tretji stečaj, in bil je sklican nov "Remedio General" (generalni ukrep). To je povzročilo velikansko in nesorazmerno zadolženost krone, vendar je omogočilo nadaljevanje zunanje politike.
Po že tako slabem gospodarskem položaju v Kastiliji, ki ga je prejel od Karla I., je Filip II. Španijo pustil na robu krize. Življenje takratnih Špancev je bilo težko; prebivalstvo je doživljalo hudo inflacijo, na primer cena žita se je v zadnjih štirih letih stoletja zvišala za 50 %; davčne obremenitve proizvajalcev in potrošnikov so bile previsoke. Zaradi inflacije in davčnega bremena je bilo vse manj podjetij, trgovci in podjetniki so zapustili svoja podjetja, takoj ko so lahko pridobili plemiški naziv z nizkim davčnim bremenom. Na zadnjem zboru dvora so poslanci burno protestirali proti še eni kraljevi zahtevi po več denarja, pozivali so k umiku vojske iz Flandrije, iskanju miru s Francijo in Anglijo ter osredotočanju njegove izjemne vojaške in pomorske moči na obrambo Španije in njenega imperija. Leta 1598 je Filip II. podpisal mir s Francijo; s Flandrijo pa mu ni uspelo doseči sporazuma, medtem ko mu je Anglija z nenehnim piratstvom in sovražnostjo do Španije oteževala položaj. Pod Filipom III. so se razmere še poslabšale zaradi zmanjšanja prihodkov iz Amerike, zato se je začelo slišati vse več glasov o tem, da Kastilija ne more več nositi bremena toliko vojn in da bi morale tudi preostale članice prispevati k skupnemu dobremu.
Čeprav davčno breme v Aragoniji ni bilo tako kruto kot v Kastiliji, ni bilo veliko manjše. Vendar v tem primeru večina zbranega denarja ni šla španski kroni, ampak je zaradi zaščite fuerosov postala del premoženja oligarhije in plemstva v teh kraljestvih. Trgovina v Sredozemlju je bila še naprej močno prizadeta za Aragonijo in zlasti Katalonijo zaradi turške vladavine ter konkurence Genovežanov in Benečanov.
Prihodki iz drugih delov cesarstva - Nizozemske, Neaplja, Milana, Sicilije - so bili porabljeni za lastne potrebe. Priključitev Portugalske je bila za Kastilijo velik gospodarski pritisk, saj je morala plačevati za pomorsko obrambo svojega obsežnega imperija, brez prispevkov Portugalske.
Večina zgodovinarjev se strinja, da je revščina, ki je zajela državo ob koncu njegove vladavine, neposredno povezana z bremenom cesarstva in njegovo vlogo branilca krščanstva. V času vladavine Filipa II. skorajda ni bilo premora v vojaških prizadevanjih. Večji del svoje vladavine je moral združevati dvoje: Sredozemlje proti turški oblasti in Nizozemsko proti upornikom. Do konca vladanja je imel tri fronte hkrati: nizozemsko, angleško in francosko. Edina sila, ki je bila v 16. stoletju sposobna nositi to breme, je bila Španija, vendar s spornimi koristmi in za zelo visoko ceno za njene prebivalce.

## Zunanja politika
Zanjo so bile značilne vojne proti Franciji, Nizozemski, Turškemu cesarstvu in Angliji.

### Vojne s Francijo
Filip II. je nadaljeval vojne s Francijo zaradi francoske podpore flamskim upornikom in dosegel veliko zmago v bitki pri Saint Quentinu 10. avgusta 1557, na praznik svetega Lovrenca, v spomin na katero je dal zgraditi samostan El Escorial, stavbo z rešetkastim tlorisom, ki simbolizira svetnikovo mučeništvo (1563-1584). V tej monumentalni in trdni palači, največji palači svojega časa - že takrat so jo imenovali osmo čudo sveta - so bili v kraljevi kripti pokopani skoraj vsi španski kralji in njihovi najožji družinski člani. Zmagi nad Francozi je sledila odločilna zmaga v bitki pri Gravelinasu leta 1558.
Zaradi teh osupljivih španskih uspehov je bil leta 1559 podpisana mirovna pogodba v  Cateau-Cambrésisu, s katero je Francija priznala špansko nadvlado, podprla španske interese v Italiji in se dogovorila za poroko z Isabelo iz Valoisa, špansko kraljico. V Flandriji pa so se od leta 1568 nadaljevale težave zaradi podpore francoskih hugenotov flamskim upornikom.
Do konca italijanskih vojn leta 1559 se je avstrijska hiša (drugo ime za špansko habsburško vejo) uveljavila kot vodilna svetovna sila na škodo Francije. Italijanske države, ki so v srednjem veku in renesansi pridobile moč, nesorazmerno s svojo majhnostjo, so se politično in vojaško zmanjšale na raven drugotnih sil, nekatere pa so izginile.
Leta 1582 je Álvaro de Bazán v bitki na otoku Terceira premagal eskadro francoskih korzarjev, v kateri so prvič v zgodovini uporabili kopenske pehotne sile za zasedbo plaže, ladij in terena ter velja za "rojstvo morske pehote". Leta 1590 je Filip II., izkoriščajoč smrt kardinala Karla prvega Borbonskega, francoskega kralja katoliške lige, posegel v francoske verske vojne proti Henriku IV. Na generalnem stavkovnem zboru leta 1593, ki ga je sklical vojvoda Mayene kot konkurenčni generalni poročnik Henrika IV., so zavrnili priznanje Izabele Klare Eugenije, hčerke Filipa II. kot francoske kraljice, kar je Henrik IV. izkoristil za spreobrnitev v katolištvo. Položaj in upi Filipa II. so zbledeli do Vervinškega miru (1598), ki je ponovno vzpostavil mir iz Cateau-Cambrésisa.

### Trenja na Nizozemskem
Filip II. je od svojega očeta Karla I. podedoval Nizozemsko in Franche-Comté, da bi Španija, takrat najmočnejša država na svetu, lahko branila cesarstvo pred Francijo. Zato je bila Nizozemska za Filipa II. strateška in hkrati šibka točka. Strateška zato, ker je bil Antwerpen sredi 16. stoletja najpomembnejše pristanišče v severni Evropi, saj je služil kot operativno oporišče španske armade in središče, kjer se je trgovalo z blagom iz vse Evrope in se je prodajala kastiljska volna. Predelana volna merino ovc na Nizozemskem je ob prodaji prispela v šanijo po razumnih cenah z ustrezno dodano vrednostjo. Če bi bila izdelana na polotoku bi imela manjšo vrednost, saj je bila tam delovna sila cenejša. Španija je bila za Nizozemsko vir inflacije zaradi zlata, ki je prihajalo iz Amerike in je spodbujalo visoke plače. 
Slabost za Nizozemsko ni bila le zamenjava kralja, temveč tudi zamenjava "lastnika", saj je iz dela imperija postala del najmočnejšega kraljestva tistega časa. Za razliko od Kastilije, Aragonije in Neaplja Nizozemska ni bila del dediščine katoliških monarhov in je na Španijo gledala kot na tujo državo. To so čutili tudi sami nizozemski državljani, saj so v nasprotju s Karlom I. videli tujega kralja (rojen je bil v Valladolidu, dvor je imel v Madridu, nikoli ni živel na teh ozemljih in je dajal pooblastila s svojo vlado). K temu je treba dodati še verski spopad, ki se je pripravljal v Flandriji in ki ga je z verskega vidika podžigalo stališče Filipa II; verske vojne so se po vojni Esmalcalda vračale v osrčje Evrope.
Od leta 1559 je vladala njegova sestra Margareta Parmska, ki se je soočila z upornimi plemiči, ki so zahtevali večjo avtonomijo, in protestanti, ki so zahtevali spoštovanje svoje vere, kar je začelo osemdesetletno vojno. Vendar je imel Filip II. drugačno mnenje. Želel je uveljaviti tridentinske sporazume, kot je zahteval od Katarine Medičejske v Franciji proti francoskemu hugenotskemu plemstvu. Ko je odločitev o uporabi tridentinskih sporazumov prispela do Nizozemske, civilne oblasti niso želele uporabljati kazni, ki so jih izrekli inkvizitorji, tako se je zaradi velikih nemirov začelo pripravljati ozadje revolucije. Nižje plemstvo se je 5. aprila 1566 zbralo v Bruslju v guvernerjevi palači, kjer so bili zaničevani kot "berači"; izraz, ki ga bodo oblečeni v berače, prevzeli naslednji plemiči v svojih zahtevah. Člani bredskega kompromisa so v Madrid poslali Florisa de Montmorencyja, barona de Montignyja in nato markiza de Berghes, vendar se niso vrnili.
Po naraščajočih napetostih in sporih v Antwerpnu je guverner prosil Viljema Oranskega, naj vzpostavi red, kar je ta nerad sprejel, vendar je mesto pomiril. Oranžni princ, grof Egmontski in grof Hornski so Margareto Parmsko ponovno zaprosili za več svobode. Ta je to sporočila svojemu bratu, vendar Filip II. ni spremenil mnenja in je o njenih namerah obvestil papeža:
[...] Njegovi svetosti lahko zagotovite, da bi, preden bi pretrpel najmanjšo stvar v škodo vere ali službe Bogu, izgubil vse svoje države in sto življenj, ki sem jih imel, saj ne mislim in nočem biti gospodar heretikov [...].
Preden bi prišle te novice, je 14. avgusta skupina nenadzorovanih kalvinistov vdrla v glavno cerkev v Saint-Omerju. Temu je sledil obsežen upor v Ypresu, Courtraiju, Valenciennesu, Tournaiju in Antwerpnu. Filip II. je sprejel Montignyja in obljubil, da bo sklical španski državni svet. Kralj je 29. oktobra 1566 sklical svoje najbližje svetovalce: Ebolija, Albo, Ferio, kardinala Espinoso, don Juana Manriqueja in grofa Chinchóna ter državna sekretarja Antonia Péreza in Gabriela Zayasa. Dogovor je bilo treba nujno nadaljevati, monarh pa se je kljub različnim mnenjem o tem, kako ravnati, odločil za silo. Dogovorili so se, da pošljejo tretjega vojvodo Albe, da zatre upore. To je privedlo do spopada med princem Karlom in vojvodo Alba, saj prestolonaslednik ni dobil vloge, ki mu po nazivu pripada. Vojvoda Alba je 28. avgusta prispel v Bruselj in na čelu vojske hitro izvedel izjemno strogo represijo in usmrtil uporne plemiče. Margareta Parmska je zaradi tega odstopila z mesta nizozemske guvernerke, kar je njen brat takoj sprejel. Poleg tega so Egmonta in Horna devetega septembra aretirali, 5. junija 1568 pa so ju obglavili.
Filip II. je iskal rešitve z namestitvijo Louisa de Requesensa, Janeza Avstrijskega (ki je umrl leta 1578) in Aleksandra Farneseja, ki mu je uspelo podrediti katoliške južne pokrajine v Arraški zvezi. V odgovor so protestanti oblikovali Utrechtsko unijo. Pokrajine Brabant, Gelderland, Zutphen, Holandija, Zelandija, Frizija, Mechelen in Utrecht so 26. julija 1581 v generalnem stanu z aktom o abdikaciji preklicale povezavo s španskim kraljem in za svojega vladarja izvolile Frančiška Anžujskega. Toda Filip II. se tem ozemljem ni odpovedal, guverner Nizozemske Aleksander Farnese pa je sprožil protiofenzivo in velik del ozemlja vrnil v poslušnost španskemu kralju, zlasti po obleganju Antwerpna, vendar ga je nekaj spet izgubil po kampanji Mavricija Nassauškega. Pred smrtjo španskega kralja je ozemlje Nizozemske, v teoriji sedemnajst provinc, skupaj prešlo na njegovo hčerko Izabelo Klaro Evgenijo in njegovega zeta nadvojvodo Alberta Avstrijskega z odlokom Acta de Cesión 6. maja 1598. 

### Težave z Anglijo
Filip II. se je proti angleški kroni boril iz verskih razlogov, zaradi njene podpore flamskim upornikom in zaradi težav, ki so jih od leta 1560 na območju Karibov povzročali angleški zasebniki, ki so španskim galeonam kradli ameriško blago. Glavni bojišči sta bili torej Atlantik in Karibi.
V številnih literarnih delih in zlasti v filmih je bilo prikazano breme, ki ga je povzročilo nenehno angleško in francosko piratstvo proti španskim ladjam na Atlantiku in posledično zmanjšanje prihodkov, ki ga je zagotavljalo indijsko zlato. Vendar nadaljnje raziskave kažejo, da je to piratstvo dejansko obsegalo nekaj deset ladij in nekaj sto piratov, pri čemer so imeli majhne ladje in zato niso mogli napadati španskih galej, ampak so se morali zadovoljiti z majhnimi ladjami ali tistimi, ki jih je bilo mogoče ločiti od flote.
Drugič, v 16. stoletju nobenemu piratu ali korzarju ni uspelo potopiti nobene galeone; poleg tega sta od približno 600 flot, ki jih je zakupila Španija (dve na leto v približno treh stoletjih), le dve padli v roke sovražnika, obe pa v roke vojne mornarice in ne piratov ali korzarjev.
Zaradi usmrtitve katoliške škotske kraljice Marije Stuart je Filip leta 1588 poslal tako imenovano Veliko in najsrečnejšo armado (v črni legendi imenovana Nepremagljiva armada), ki pa bila uspešna. Neuspeh je privedel do večje svobode za angleško in nizozemsko trgovino in do več napadov na španska pristanišča kot je bil Cádiz (ki ga je angleško ladjevje požgalo leta 1596) ter angleške kolonizacije Severne Amerike. Od teh dogodkov do konca vojne sta Španija in Anglija dosegali enakovredne zmage v pomorskih bitkah obeh kraljestev, tako na morju kot na kopnem. Posledično je vojna vse do konca ostala izenačena z izgubami virov za obe državi. Medtem ko so Angleži plenili španske posesti in nikoli niso dosegli cilja, da bi zajeli indijsko ladjevje, se je španska armada brez večjega uspeha pripravljala na napad na Anglijo, odbila nekatere angleške napade, španski zasebniki pa so z angleških ladij zajeli na tone blaga. Angleški napadi (in napadi piratov ali zasebnikov v njihovem plačilu) so se običajno končali neuspešno z nezanemarljivimi izgubami. Razmere so bile uravnotežene, dokler ni Filip III. leta 1604 z Jakobom I., naslednikom Elizabete I., podpisal Londonske pogodbe. Nekatere odprave so se pod njegovim poveljstvom izkrcale na jugu Anglije ali na Irskem (bitka pri Cornwallu: Karel iz Amesquita se je leta 1595 izkrcal na jugu Anglije).
Filip II. je nujno okrepil svojo eskadro, naročil dvanajst novih galeon in do leta 1591 je imela obnovljena hrbtenica njegove mornarice že devetnajst takšnih ladij, od tega tri nove, dve ujeti od Angležev in štiri preživele portugalske veteranke [. ...] Alonso de Bazán, brat pokojnega Álvara de Bazána, se s floto s 55 jadri poda proti Thomasu Howardu in uspe Angleže ujeti med Punta Delgado in Punta Negro [...] Angleži pobegnejo, vendar se na galeono Revenge [...] vkrcajo in jo zajamejo. [...] Leta 1595 [Angleži] s floto 28 ladij pripravijo dokončno zasedbo in postavitev oporišča v Panami [...]. Vendar se za pirate stvari niso dobro iztekle [...] Pod Drakeovim poveljstvom so se odpravili v Panamo in tam je sir Francis končal svoje življenje [...] Po različnih peripetijah se je domov uspelo vrniti le osmim ladjam odprave. Po angleški protiofenzivi se je Charles iz Amezquita izkrcal na obali Cornwalla [...] V Pezanceu in drugih bližnjih mestih je zasejal paniko in se umaknil. [...]
Victor St. Pomorska bitka pri Kopah. 2007 (str. 66-67).
Poleg tega je izpopolnjen spremljevalni in obveščevalni sistem preprečil večino zasebniških napadov na indijsko floto od devetdesetih let 15. stoletja dalje: v začetku devetdesetih let 15. stoletja so bile poražene pustolovske odprave Francisa Draka, Martina Frobisherja in Johna Hawkinsa.

### Vojne z Osmanskim cesarstvom
Osmansko cesarstvo, ki je bilo sovražnik španskega imperija že prej, se je ponovno soočilo s španskim cesarstvom. Leta 1560 je turško ladjevje (bilo je velika sila) premagalo kristjane v bitki pri Los Gelvesu. Obleganje Malte leta 1565 pa je bilo neuspešno in velja za eno najpomembnejših obleganj v vojaški zgodovini, z vidika branilcev pa za najuspešnejše.
Leta 1570, po nekaj letih miru, so se Turki začeli širiti z napadi na več beneških pristanišč v vzhodnem Sredozemlju in s 300 ladjami osvojili Ciper ter oblegali Nikozijo. Benetke so krščanske sile zaprosile za pomoč, vendar se je odzval le papež Pij V. Uspelo mu je prepričati tudi španskega kralja, da je pomagal, in oblikovana je bila armada, ki se je spopadla s Turki. Ta vojska se je zbrala v pristanišču Suda na otoku Kandija na Kreti. Ta koalicija, znana kot Sveta liga, se je 7. oktobra 1571 v zalivu Lepanto soočila s turško floto in se spopadla v bitki pri Lepantu ("največji dogodek, ki so ga stoletja videla"), ki se je končala z veliko zmago katoliških zaveznikov. 
Tako jo opisuje markiz Lozoya:
Dve uri so se srdito bojevali na obeh straneh, Špance so dvakrat odbili z mostu turške kraljeve galeje, v tretjem napadu pa so uničili janičarje, ki so jo branili, admiral je bil ranjen s strelom iz arkebuze, veslač s krščanske strani pa mu je odsekal glavo. Ko so na turški galeji dvignili krščansko zastavo, so krščanske ladje napadle turške kapitane, ki se niso hoteli predati, ampak je bila turška osrednja flota na koncu uničena.
Po tej bitki so Turki obnovili svoje ladjevje, tako da je bilo, tudi v povezavi z barbarskimi pirati, še vedno najmočnejše v Sredozemlju. Otomanska flota se je skoraj dve leti izogibala spopadom in šele po zavzetju Tunisa in La Golete s strani dona Janeza Avstrijskega leta 1573, je Selim II., naslednik Sulejmana Veličastnega, poslal silo 250 bojnih ladij in kvoto približno 100 000 mož, da bi ponovno osvojili oba kraja, pri čemer je umrlo približno 30 000 mož, vendar se je ta naloga uspešno končala. To je bila zadnja večja bitka v Sredozemlju.
Vendar pa sta vse, česar bitke in spopadi niso rešili, v korist obeh imperijev rešili diplomacija in mednarodna pogajanja. Filip II. je videl, da se vojna v Flandriji stopnjuje, Selim II. pa se je moral osredotočiti na vojno s Perzijo. Oba sta bila vključena v vojaške pohode na drugih mejah in nobeden od njiju se ni počutil dovolj močnega, da bi nadaljeval konflikt. Prepričana o različnem položaju obeh cesarstev, sta se odločila podpisati vrsto premirij, ki so na koncu za nekaj let končala vojno v Sredozemlju.

### Širitev čez Atlantski in Tihi ocean
Filip II. je še naprej širil svoja ozemlja na ameriško ozemlje in je kroni dodal celo Filipinske otoke, ki jih je osvojil Miguel López de Legazpi (1565-1569), čeprav jih je po njem poimenoval Ruy López de Villalobos. Španska kolonizacija otokov, po katerih so hrepeneli tudi Angleži, Nizozemci in Portugalci, je bila zagotovljena šele leta 1565, ko je Miguel López de Legazpi, katerega je poslal namestnik španskega kralja Nove Španije, zgradil prvo špansko naselbino v Cebuju. Mesto Manila, glavno mesto otočja, je leta 1571 ustanovil Legazpi sam. Ko so odkrili krog oceanskih tokov in vetrov, ugodnih za plovbo med Ameriko in Filipini, je bila vzpostavljena redna ladijska pot med Manilo in Acapulcom v Mehiki, znana kot Galeón de Manila. Florido je leta 1565 naselil Pedro Menéndez de Avilés, ki je ustanovil mesto San Agustín in hitro premagal nezakonit poskus francoskega kapitana Jeana Ribaulta in 150 mož, da bi na španskem ozemlju ustanovili oskrbovalno postajo. San Agustín je hitro postal strateško obrambno oporišče za španske ladje, polne zlata in srebra, ki so se vračale iz indijskih dežel.
Juan Fernández je v južnem Tihem oceanu ob obali današnjega Čila med letoma 1563 in 1574 odkril vrsto otokov. Otočje je poimenoval po sebi in sčasoma je postalo znano kot otočje Juana Fernándeza. Prvi Evropejci so otoke, ki so danes Nova Zelandija, dosegli verjetno s potovanjem Juana Jufreja in pomorščaka Juana Fernándeza v Oceanijo, ko naj bi konec leta 1576 za Španijo odkrila Novo Zelandijo, in sicer na podlagi dokumenta, predloženega Filipu II. in arheoloških ostankov (čelade španskega tipa), najdenih v jamah na vrhu severnega otoka.
Med njegovo vladavino so celo razmišljali o osvojitvi Kitajske za španski imperij. To dokazuje pismo filipinskega guvernerja in nadškofa, v katerem mu oba sporočata, da bi lahko s Kitajsko naredili to, kar je Hernán Cortés naredil v Mehiki, če bi jima poslal 5 000 mož in 30 ladij. Vendar Filip II. na to pismo ni nikoli odgovoril.
Razširili so posesti tudi v Afriki. Mazagan je bil vključen v cesarstvo, ker je bil portugalska kolonija, prav tako tudi Casablanca, Tanger, Ceuta in otok Perejil. Skalo Vélez de la Gomera so ponovno osvojili Arabci v operaciji, ki jo je vodil García Álvarez de Toledo y Osorio, markiz Villafranca del Bierzo in namestnik španskega kralja Katalonije. Poleg tega so bile zaradi priključitve Portugalske dodane tudi kolonije, ki jih je Portugalska imela v Aziji: Macao, Nagasaki in Malacca.

## Družina

### Zakoni in otroci
15. novembra 1543 se je poročil s svojo prvo sestrično, portugalsko infantko Marijo Manuelo (1527-1545). Imela sta le enega sina:
- Karel Avstrijski (1545-1568), asturijski princ

Ponovno se je poročil 25. julija 1554 v Winchestru s prvo sestrično svojih staršev Karla in Elizabete, angleško kraljico Marijo I. (1516-1558). Nista imela otrok.
Tretjič se je poročil z Izabelo iz Valoisa (1545-1568) 22. junija 1559. Imela sta pet hčera:
- Dvojčici (avgust 1564), ki sta umrli zaradi splava
- Isabel Clara Eugenia (1566-1633), ki se je poročila s svojim prvim bratrancem, nadvojvodo Alberto de Austria
- Catalina Micaela (1567-1597), ki se je poročila s Carlosom Manuelom I, savojskim vojvodo.
- Juana Avstrijska (3. oktobra 1568), ki je umrla nekaj ur po rojstvu.

14. novembra 1570 se je poročil s svojo nečakinjo, nadvojvodinjo Ano Avstrijsko (1549-1580). Ana je bila hči Maksimilijana II. Habsburškega (Filipovega bratranca) in Marije Avstrijske in Portugalske (Filipove sestre). Zakonca sta imela štiri sinove in eno hčerko:
- Fernando (4. december 1571-18. oktober 1578), asturijski princ
- Carlos Lorenzo (12. avgust 1573-30. junij 1575)
- Diego Félix (15. avgust 1575-21. november 1582), asturijski princ
- Felipe (14. april 1578-31. marec 1621), asturijski princ, bodoči španski kralj Filip III.
- María (14. februar 1580-5. avgust 1583)

### Ljubimci
- Isabel Osorio (1522-1589) je bila dvorna dama sestre Filipa II. Imela je dva sinova, Bernardina in Pedra, katerih očetovo ime ni bilo nikoli navedeno.
- Eufrasia de Guzmán (ok. 1540-ok. 1599) je bila verjetno ljubica Filipa II. med letoma 1559 in 1564, ko je čakal, da njegova žena Izabela iz Valoisa doseže starost za poroko. Imela je sina in hčer, od katerih naj bi enega pripisali Filipu II., čeprav to ni bilo nikoli potrjeno.

## Biografski oris
Po podatkih škotskega opazovalca Johna Elderja iz leta 1554 je bil Filip II. srednje visoke, precej majhne postave, ter ga opiše tako:
... njegov obraz je lep, s širokim čelom in sivimi očmi, ravnim nosom in moško držo. Od čela do konice brade je njegov obraz pritlikav; njegova hoja je vredna princa, njegova noša pa je tako ravna in pokončna, da ne izgubi niti centimetra višine; z glavo in rumeno brado. In tako, če sklenem, ima tako dobre proporce telesa, rok in nog, prav tako pa tudi vseh drugih okončin, da narava ne bi mogla ustvariti popolnejšega modela.
Od annus horribilis leta 1568 dalje se je strogost renesančnega monarha povečevala in sčasoma je postal podoben stereotipu črne legende, ki je bila resna tako v gestah kot v besedah. Bil je molčeč, preudaren, miren, stalen in obziren ter zelo veren, čeprav ni zapadel v fanatizem, ki so mu ga očitali njegovi sovražniki. Leta 1577 so ga opisali takole:
... povprečne višine, vendar zelo dobrega razmerja; njegovi svetli lasje se že belijo; obraz je lep in prijeten; razpoloženje je melanholično (...) Z zadevami se ukvarja brez počitka in se pri tem izredno trudi, ker hoče vse vedeti in vse videti. Vstaja zelo zgodaj in dela ali piše do poldneva. Takrat tudi jé, vedno ob istem času in skoraj vedno enako kakovostno in enako količino jedi. Pije iz kozarca povprečne velikosti in ga dvakrat in pol izprazni (...) Včasih trpi zaradi slabosti želodca, vendar malo ali nič zaradi protina. V pol ure po obroku pošlje vse dokumente, na katere se mora podpisati. Ko to stori, se trikrat ali štirikrat na teden s kočijo odpravi na podeželje, da bi s samostrelom lovil jelene ali zajce.
Njegov psihološki značaj je bil zadržan, svojo sramežljivost in negotovost pa je skrival pod resnobnostjo, zaradi česar je dobil podobo hladnega in brezčutnega človeka. Ni imel veliko prijateljev in nikomur ni popolnoma zaupal, vendar ni imel temačnega in zagrenjenega značaja, ki se je v zgodovino zapisal preko črne legende.
Bil je človek, ki je veljal za inteligentnega, zelo kulturnega in izobraženega, rad je imel knjige, arhitekturo in zbiral umetnine: slike, ure, orožje, kuriozitete, redkosti. Kot privrženec katolištva je v El Escorialu zavrnil El Greca, ker njegov slog ni bil v skladu z versko ortodoksijo, vendar je cenil številna ekstravagantna dela El Bosca in Tizianove mitologije z očitno erotiko. Filip II. je bil tudi velik ljubitelj lova in ribolova.

## Smrt
Filip II. je bil večino svojega življenja slabega zdravja. Trpel je za številnimi boleznimi, v zadnjih desetih letih življenja pa ga je na posteljo priklenil protin. Izgubil je celo gibljivost desne roke in ni mogel podpisovati dokumentov. Pozno spomladi leta 1598 se je dal z nosači prepeljati iz Madrida v El Escorial. Obhajilo je zadnjič prejel 8. septembra, saj so mu zdravniki od takrat naprej to prepovedali, ker so se bali, da bi se ob požiranju hostije zadušil. Nastanil se je v majhni sobi, iz katere je skozi majhno odprtino videl glavni oltar bazilike in tabernakelj, ki je počival na njem. Kljub neizmernemu trpljenju je skrbno poskrbel za najmanjše podrobnosti svojega pogreba. Poslal je po svojo najljubšo hčerko in sina, katerima se je pokazal zavit v svoje iztrebke, in mrmral: "Želel sem, da bi bila navzoča, moja otroka, da bi videla, do česa prihajajo kraljestva in gospostva tega sveta. V nedeljo, 13. septembra 1598, ob petih zjutraj je s križem v eni roki in prižgano svečo v drugi ter z očmi, uprtimi v tabernakelj, umrl v samostanu El Escorial, kjer so ga pokopali pri enainsedemdesetih letih. Njegova agonija je trajala triinpetdeset dni, v tem času pa je trpel za različnimi boleznimi: med drugim za protinom, artrozo, malarijo, ognojki in edemom.